# دونوک‌دندان
دونوک‌دندان (نام علمی: Diplacodon) نام یک سرده از تیره تندرددان است.